# Pedra da Mina
Pedra da Mina är ett berg i Brasilien.   Det ligger i kommunen Passa Quatro och delstaten Minas Gerais, i den sydöstra delen av landet, 800 km söder om huvudstaden Brasília. Toppen på Pedra da Mina är 2 798 meter över havet.
Terrängen runt Pedra da Mina är huvudsakligen bergig, men åt nordväst är den kuperad. Pedra da Mina är den högsta punkten i trakten. Närmaste större samhälle är Passa Quatro, 12,3 km väster om Pedra da Mina.
I omgivningarna runt Pedra da Mina växer i huvudsak städsegrön lövskog. Runt Pedra da Mina är det ganska glesbefolkat, med 29 invånare per kvadratkilometer.